# Štěpánov (hradiště)
Štěpánov (též Švédské šance) je pravěké hradiště, jehož pozůstatky se dochovaly na vrcholové části Štěpánovské hory v Českém středohoří. Lokalita se nachází v katastrálním území Radovesice u Bíliny jeden kilometr severovýchodně od Štěpánova v okrese Teplice.

## Historie
Vrcholová plošina byla osídlena již v závěru období knovízské kultury a samotné hradiště vzniklo v období štítarské kultury. Časové zařazení existence osídlení vychází z archeologických nálezů získaných povrchovými sběry.
Nejstarší popis hradiště pochází ze druhé poloviny devatenáctého století. Jeho autorem je Jan Erazim Vocel, který na lokalitě popsal dvojici valů označovaných v té době jako švédské šance, dále dvě cisterny a studánku.

## Stavební podoba
Ostrožna, na které stávalo dvoudílné hradiště s rozlohou asi dvanáct hektarů, mírně klesá směrem od severovýchodu k jihozápadu. Od zbytku plošiny ji oddělují dva pásy opevnění. První val tvořený kameny a hlínou je dlouhý 390 metrů a vysoký až 1,5 metru. V délce 250 metrů se před ním dochoval příkop rozdělený kamennými příčkami na úseky o délce patnáct až dvacet metrů. Druhý pás opevnění probíhá o 260 metrů západněji v místě zúžení ostrožny. Tvoří ho opět val s příkopem, které jsou v jižní části dlouhé 150 metrů zdvojeny. Výška vnějšího valu se zde pohybuje okolo 1,4 metru, vnitřní val měří kolem dvou metrů. Oba příkopy jsou také rozdělené příčkami. Plocha vnitřní části hradiště měří pět až šest hektarů.
Do hradiště se vstupovalo branami, které se snad nacházely v místech, kde jsou dochované valy přerušené. U vnějšího opevnění se takové místo nachází uprostřed průběhu valu, zatímco u vnitřního opevnění v jeho jižní třetině. Přístupová cesta přes příkopy vnitřních hradeb vedla nejspíše po pruhu neprokopaného terénu. Ukončení valů se v místech brány nedochovala s výjimkou jižního křídla druhého valu, které je tvořené vyskládanými kameny.